# Шолль, Ганс (астроном)
| Открытые астероиды: 33 Все открытия сделаны совместно с Андреа Боаттини | Открытые астероиды: 33 Все открытия сделаны совместно с Андреа Боаттини |
| ----------------------------------------------------------------------- | ----------------------------------------------------------------------- |
| 117539 Celletti                                                         | 17 февраля 2005                                                         |
| 120040 Pagliarini                                                       | 24 января 2003                                                          |
| (143398) 2003 BE34                                                      | 25 января 2003                                                          |
| 147693 Piccioni                                                         | 11 февраля 2005                                                         |
| 154991 Vinciguerra                                                      | 17 января 2005                                                          |
| (156785) 2003 BH3                                                       | 24 января 2003                                                          |
| 158623 Perali                                                           | 24 января 2003                                                          |
| 167852 Maturana                                                         | 17 февраля 2005                                                         |
| 177659 Paolacel                                                         | 9 февраля 2005                                                          |
| (180046) 2003 BB5                                                       | 24 января 2003                                                          |
| (180796) 2005 CB69                                                      | 14 февраля 2005                                                         |
| (183445) 2003 BE3                                                       | 24 января 2003                                                          |
| (184290) 2005 CV61                                                      | 9 февраля 2005                                                          |
| (202295) 2005 CL40                                                      | 9 февраля 2005                                                          |
| (202308) 2005 DN3                                                       | 18 февраля 2005                                                         |
| 214180 Mabaglioni                                                       | 9 февраля 2005                                                          |
| (223194) 2003 BP4                                                       | 24 января 2003                                                          |
| (242147) 2003 BH84                                                      | 25 января 2003                                                          |
| (242538) 2005 BW48                                                      | 17 января 2005                                                          |
| (245280) 2005 BK48                                                      | 17 января 2005                                                          |
| (253276) 2003 BO3                                                       | 23 января 2003                                                          |
| (253277) 2003 BL4                                                       | 25 января 2003                                                          |
| (254465) 2005 CC69                                                      | 9 февраля 2005                                                          |
| (254467) 2005 DJ2                                                       | 16 февраля 2005                                                         |
| (277038) 2005 CK39                                                      | 9 февраля 2005                                                          |
| (277046) 2005 DO3                                                       | 16 февраля 2005                                                         |
| (287483) 2003 BS5                                                       | 24 января 2003                                                          |
| (289396) 2005 CB41                                                      | 9 февраля 2005                                                          |
| (289417) 2005 DF                                                        | 17 февраля 2005                                                         |
| (289418) 2005 DP3                                                       | 17 февраля 2005                                                         |
| (299072) 2005 DF3                                                       | 17 февраля 2005                                                         |
| (303470) 2005 CZ61                                                      | 13 февраля 2005                                                         |
| (312726) 2010 RW105                                                     | 29 января 2003                                                          |

Ганс Шолль (нем. Hans Scholl, 14 ноября 1942) — немецкий астроном, первооткрыватель спутников и астероидов. В период 1994 по 1997 год работал в обсерватории Ла-Силья, где им совместно с итальянским астрономом Андреа Боаттини было обнаружено в общей сложности 33 астероида. Позднее в 1999 и 2000 годах он входил в состав трёх различных групп астрономов, которые занимались поиском нерегулярных спутников Сатурна и Урана. Результатом работы этих групп стало обнаружение следующих спутников:
- спутники Сатурна: XIX Имир, XX Палиак, XXI Тарвос, XXII Иджирак, XXIII Суттунг, XXIV Кивиок, XXV Мундильфари, XXVI Альбиорикс, XXVII Скади, XXVIII Эррипо, XXIX Сиарнак и XXX Трюм;
- спутники Урана: XVIII Просперо, XIX Сетебос и XX Стефано[2].

В знак признания его заслуг одному из астероидов было присвоено его имя (2959) Шолль.